# Київський професійний коледж з посиленою військовою та фізичною підготовкою
Київський професійний колежд з посиленою військовою та фізичною підготовкою — вище професійне училище, розташоване у Києві
Розташування: м.Київ, Шевченківський район, б-р Тараса Шевченка, 56

## Історія
- 1923 р. – Фабрично-заводське училище на базі Південно-російського заводу (з 1924 р. – завод “Ленінська кузня”);
- 1940 р. – Ремісниче училище № 5;
- 1955 р. – Технічне училище № 5;
- 1963 р. – Міське професійно-технічне училище № 15;
- 1976 р. – Технічне училище № 16;
- 1984 р. – Середнє професійно-технічне училище № 43;
- 1994 р. – Професійно-технічне училище № 43;
- 2000 р. – Вище професійне училище № 43;
- 2003 р. – Міжрегіональне вище професійне училище зв’язку м. Києва.
- 2015 р. – Державний навчальний заклад «Київський професійний коледж з посиленою військовою та фізичною підготовкою» - реорганізація ліцею «Авіант» та об’єднання з МВПУ зв’язку.